# کارلو بیدار شو
کارلو بیدار شو (پرتغالی: Acorda, Carlo!) یک مجموعه تلویزیونی انیمیشن برزیلی است که توسط جولیانو انریکو ایجاد شده است. این برنامه در ۶ ژوئیه ۲۰۲۳ از نتفلیکس پخش شد.

## بازیگران
- گوستاوو پریرا در نقش کارلو
- آندری دوآرته در نقش آلبرتو
- جولیا کارتیه برسون در نقش کبوتر تاتیانا
- الکساندر مورنو در نقش شاه بلاوس
- اولین کاسترو در نقش کوه سولانژ
- اد گاما در نقش آقای دجلما
- رابسون نونز در نقش فلوید، جابستون، داگلاس و فلوبر
- جفرسون شرودر در نقش خانم فاطمه و تونی موریبوگی

## بازخورد

### پاسخ انتقادی
مطبوعات میانگین نمره ۳٫۷ از ۵ را در سایت آدوروسینما بر اساس رای ۱۸ یادداشت به این فیلم دادند.